# ЖУК (издательство)
ЖУК (Живая Умная Книга) — московское издательство, основанное в 2005 году. Специализировалось на выпуске современной оригинальной художественной литературы, книг для семейного чтения.
Издательство «ЖУК» прекратило своё существование в середине 2014 года.

## Об издательстве
Издательство «ЖУК» было основано в 2005 году. Главным редактором и генеральным директором с момента основания была Екатерина Паламарчук. С 2011 года её сменил Виталий Кивачицкий.
В числе книг, вышедших в издательстве «ЖУК», такие неординарные издания как: трэвелог лидера группы «Мумий Тролль» Ильи Лагутенко «Книга странствий. Мой восток», сборник произведений автора и исполнителя Олега Митяева «Одинаковые сны», книга Юрия Нечипоренко — писателя и исследователя творчества Николая Гоголя — «Ярмарочный мальчик. Жизнь и творения Николая Гоголя», серия книг иллюзиониста Ури Геллера, сборник сатирических этюдов, пьесы и переписка советского актёра и драматурга Алексея Бонди «Заседание о смехе», роман драматурга, режиссёра и телеведущего Андрея Максимова «Посланник» и другие.
Среди любимых художников издательства – Алексей Игнатов, Елена Ремизова, Евгений Подколзин, Пётр Бюнау и другие.

## Авторы

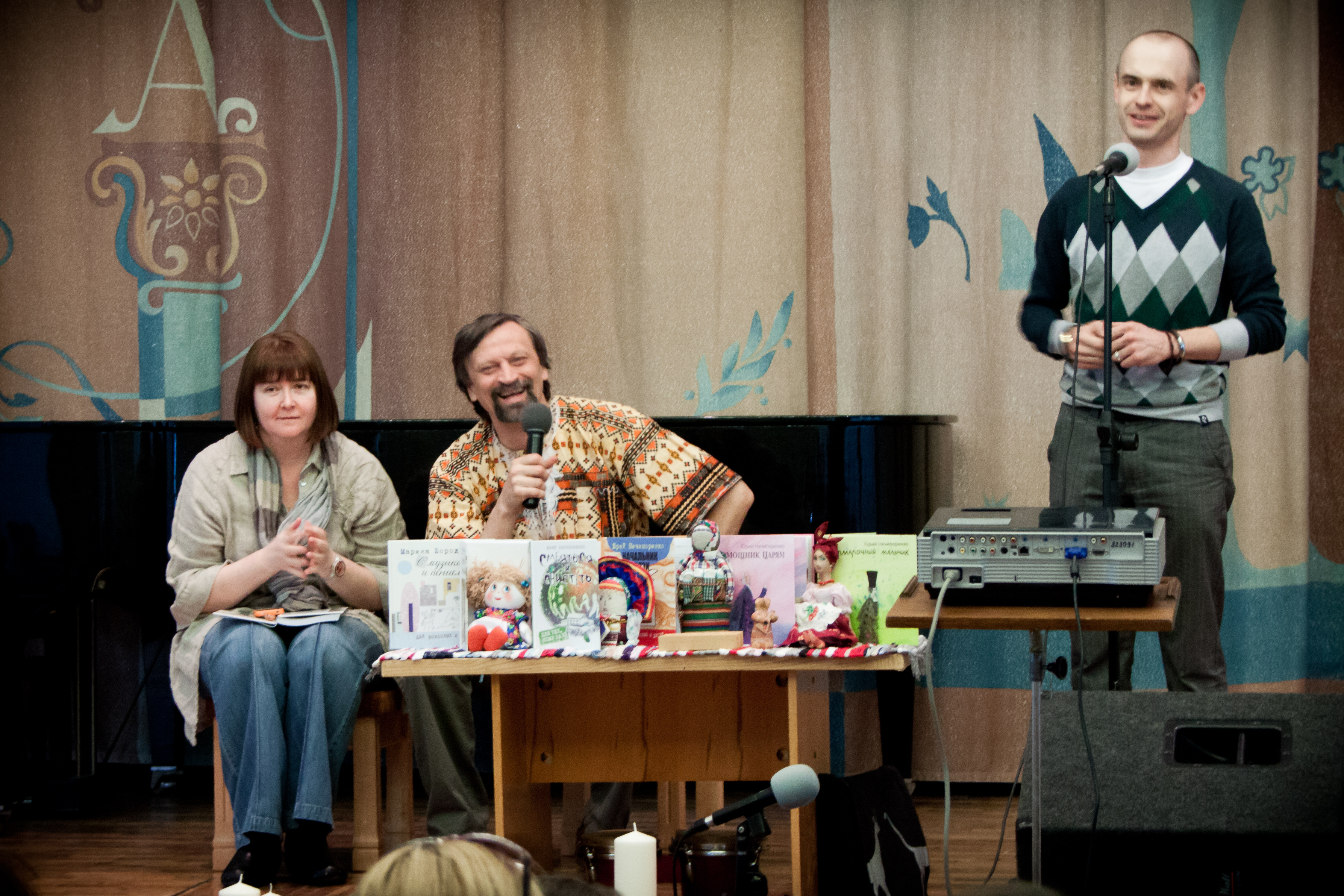
Писатели Ксения Драгунская, Юрий Нечипоренко и директор издательства Виталий Кивачицкий (справа). Библионочь-2012 в РГДБ.

Среди авторов известные публицисты, деятели науки и искусства: Илья Лагутенко, Юрий Нечипоренко, Ксения Драгунская, Олег Митяев, Ури Геллер, Алексей Бонди, Альфонс Шубек, Дмитрий Лиханов, Борис Шапиро-Тулин, Пётр Романов, Андрей Ломачинский, Юрий Алексеев, Любовь Востокова, Борис Юдин, Алексей Болдырев, Наталия Ришина, Екатерина Руперти, Константин Макар.

## Серии книг
- «Для тех, кому за десять» — литературно-издательский проект для семейного чтения. Начат совместно с писателем Юрием Нечипоренко в 2011 году
- «Книга странствий» — совместный проект издательства «ЖУК» и лидера группы «Мумий Тролль» Ильи Лагутенко. Начат в 2009 году.
- «Символы судьбы» — учения древних эзотерических школ, а также исследования, проводимые на стыке психоанализа и квантовой физики. Начата в 2008 году.
- «DOG-профи» — просветительский проект, объединяющий ряд инициатив, призванных популяризировать ответственное отношение к своим питомцам. Начата в 2008 году.
- «Проза нашего времени» — современная оригинальная художественная литература. Начата в 2008 году.

## Мнения
«ЖУК» продолжает лучшие традиции отечественного книгоиздания, учитывая новые веяния и умело поддерживая тонкий баланс между коммерческой востребованностью и бескомпромиссным качеством выпускаемых книг.
— журнал «У книжной полки»

## Награды и номинации
- Книги  Ксении Драгунской  «Мужское воспитание» и Юрия Нечипоренко «Смеяться и свистеть» вошли в шорт-лист конкурса «Книга года» в 2012 году (серия «Для тех, кому за 10»).
- Книга Юрия Нечипоренко с иллюстрациями Евгения Подколзина «Ярмарочный мальчик» (о Н. В. Гоголе) вошла в шорт-лист конкурса «Книга года» в 2009 году.
- По итогам того же года журналом «Что читать» книга «Ярмарочный мальчик» была признана лучшей детской книгой.